# Antoine-François Riccoboni
Antoine-François (ou Antonio Francesco) Riccoboni, dit Lelio fils, né à Mantoue en 1707 et mort à Paris le 14 mai 1772, est un dramaturge et acteur italo-français du XVIIIe siècle.

## Biographie
Fils du célèbre auteur et comédien italien Luigi Riccoboni, dit Lelio, et de l’actrice Elena Balletti, dite Flaminia, Antoine-François Riccoboni débute au Théâtre-Italien de Paris en 1726, dans la Surprise de l'amour de Marivaux. Il quitte, comme ses parents, mais non par scrupule religieux, la scène en 1750 pour se consacrer à l’écriture de pièces de théâtre, qu’il quitta plus tard pour la chimie.
Antoine-François Riccoboni a épousé, le 7 juillet 1734, Marie-Jeanne Laboras de Mézières, qui deviendra célèbre au théâtre et surtout comme écrivaine sous le nom de Marie-Jeanne Riccoboni. Le couple fréquente le monde artistique et littéraire de son temps dont Crébillon fils, Collé, Gentil-Bernard.

## Œuvres de Antoine-François Riccoboni
Outre plusieurs pièces de vers, une Satire sur le goût, le Conte sans R, et quelques autres poésies fugitives, on a de Antoine-François Riccoboni un grand nombre de comédies, dont la meilleure, Les Caquets, en trois actes en prose, traduite ou imitée de Carlo Goldoni, a été reprise avec succès au théâtre Louvois en 1802. On citera parmi les autres : les Comédiens esclaves (1726) ; les Amusements à la mode (1732), qui se distinguent toutes par un tour d'esprit agréable et aisé.
Il a composé une cinquantaine de pièces pour le Théâtre-Italien de Paris, dont les principales sont :
- 1726 : Les Comédiens esclaves
- 1732 : Les Amusements à la mode
- 1735 : Le Conte de fée
- 1760 : Le Prétendu
- 1761 : Les Caquets[3]
- 1764 : Les Amants de village

Il a écrit un traité sur l’art du théâtre :
- L'Art du théâtre à Madame***, Paris, 1750, in-8°[4].